# 대전광역시의회의원 목록
다음은 대전광역시의회의원 22명 명단이다.

## 의원 목록
| 선거구           | 이름   | 소속정당     | 관할구역                                           | 비고 |
| ---------------- | ------ | ------------ | -------------------------------------------------- | ---- |
| 동구 제1선거구   | 송인석 | 국민의힘     | 중앙동, 효동, 신인동, 홍도동, 삼성동, 산내동       |      |
| 동구 제2선거구   | 이상래 | 국민의힘     | 판암1동, 판암2동, 용운동, 대동, 자양동, 대청동     |      |
| 동구 제3선거구   | 정명국 | 국민의힘     | 가양1동, 가양2동, 용전동, 성남동                   |      |
| 중구 제1선거구   | 박주화 | 국민의힘     | 은행선화동, 대흥동, 문창동, 석교동, 대사동, 부사동 |      |
| 중구 제2선거구   | 김선광 | 국민의힘     | 목동, 중촌동, 용두동, 오류동, 태평1동, 태평2동     |      |
| 중구 제3선거구   | 민경배 | 국민의힘     | 유천1동, 유천2동, 문화1동, 문화2동, 산성동         |      |
| 서구 제1선거구   | 김진오 | 국민의힘     | 복수동, 도마1동, 도마2동, 정림동                   |      |
| 서구 제2선거구   | 김영삼 | 국민의힘     | 변동, 괴정동, 가장동, 내동                         |      |
| 서구 제3선거구   | 이재경 | 국민의힘     | 가수원동, 관저1동, 관저2동, 기성동                 |      |
| 서구 제4선거구   | 이병철 | 국민의힘     | 용문동, 탄방동, 갈마1동, 갈마2동                   |      |
| 서구 제5선거구   | 이중호 | 국민의힘     | 둔산1동, 둔산2동, 둔산3동                          |      |
| 서구 제6선거구   | 이한영 | 국민의힘     | 월평1동, 월평2동, 월평3동, 만년동                  |      |
| 유성구 제1선거구 | 박종선 | 국민의힘     | 진잠동, 학하동, 상대동, 원신흥동                   |      |
| 유성구 제2선거구 | 공석   | -            | 온천1동, 온천2동, 노은1동                          |      |
| 유성구 제3선거구 | 조원휘 | 국민의힘     | 노은2동, 노은3동, 신성동                           |      |
| 유성구 제4선거구 | 이금선 | 국민의힘     | 전민동, 구즉동, 관평동                             |      |
| 대덕구 제1선거구 | 이효성 | 국민의힘     | 오정동, 대화동, 법1동, 법2동                       |      |
| 대덕구 제2선거구 | 송활섭 | 무소속       | 회덕동, 신탄진동, 석봉동, 덕암동, 목상동           |      |
| 대덕구 제3선거구 | 이용기 | 국민의힘     | 비래동, 송촌동, 중리동                             |      |
| 비례대표         | 김민숙 | 더불어민주당 | 대전광역시 일원                                    |      |
| 비례대표         | 안경자 | 국민의힘     | 대전광역시 일원                                    |      |
| 비례대표         | 황경아 | 국민의힘     | 대전광역시 일원                                    |      |

## 같이 보기
- 대전광역시의회